# Beetsuikerfabriek Dordrecht
In 1861 werd besloten tot het oprichten van een beetsuikerfabriek in Dordrecht. De fabriek is tot het jaar 1909 in bedrijf geweest.

## De opkomst van beetwortel als grondstof voor de suikerproductie
Beetwortel, tegenwoordig algemeen bekend als suikerbiet, is heden ten dage de belangrijkste grondstof voor de productie van suiker. Suiker is door de eeuwen heen een belangrijk consumptiegoed geweest. Tot de opkomst van de suikerbiet als grondstof werd rietsuiker als halffabricaat ingevoerd vanuit overzee. Tijdens de tweede helft van de 19e eeuw maakte de verbeterde teelt van de beetwortel het gebruik van suikerbiet voor de productie van suiker aantrekkelijk, vanaf dat moment was men in staat suikerbieten te verbouwen met voldoende suikergehalte voor de suikerindustrie. Rietsuiker werd verdrongen door bietsuiker, mede omdat Napoleon de teelt van suikerbieten sterk stimuleerde. Als gevolg van de invoering van het Continentaal stelsel in 1806, stagneerde de invoer van ruwsuiker uit de tropen en vanaf 1812 moesten de suikerraffinadeurs voldoen aan een decreet van Napoleon om rietsuikerraffinage te vervangen door het verwerken van suikerbieten.
In Europa was de productie van bietsuiker op veel plaatsen op gang gekomen. De productie van bietsuiker leek een goede investering.

## Oprichting van de N.V. Dordrechtschen Maatschappij van Beetwortelsuiker

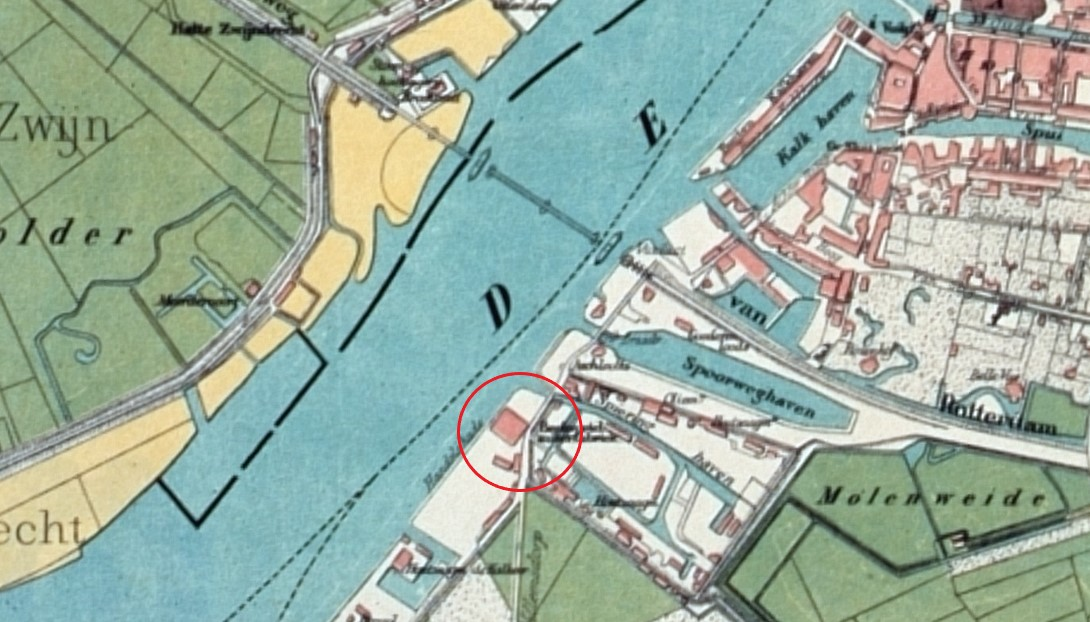
Locatie van de toenmalige suikerfabriek Dordrecht

In 1860 namen enkele ondernemers uit Dordrecht en omgeving het initiatief tot oprichting van de N.V. Dordrechtschen Maatschappij van Beetwortelsuiker. Een geschikte locatie werd gevonden in een voormalige vlasfabriek aan de ’s-Gravendeelsedijk die in die tijd nog tot de gemeente Dubbeldam behoorde. Het terrein, gelegen aan de huidige Dokweg (ongeveer ter hoogte van de plaats waar thans de A16-tunnel loopt), lag direct aan de rivier hetgeen van belang was voor de aanvoer van de suikerbieten. De rivier leverde ook het water dat noodzakelijk is voor het productieproces. De fabriek wordt vermeld in het gemeenteverslag van Dordrecht van 1861, daarin wordt gesproken over een bedrijf met wel 250 arbeiders, 5 stoommachines en 4 stoomketels.

## Liquidatie van de Maatschappij
Al in 1863 werd duidelijk dat het bedrijf kennelijk niet aan de verwachtingen voldeed. In 1864 werd het bedrijf geliquideerd. Als oorzaken worden genoemd de mindere geschiktheid van het bedrijfspand, het gebrek aan ervaring met suikerproductie van de oprichters, tegenvallende percentages suiker in de aangeleverde bieten en het gebrek aan ervaring met het aansturen van een groot personeelsbestand.

## De suikerfabriek na de liquidatie in 1864
Na de liquidatie kwam het bedrijf in handen van Adolphus Meeuws, lid van een familie die in België verschillende suikerfabrieken exploiteerde. In 1885 kwam de fabriek in handen van zijn zoon Louis Meeuws, die de fabriek uiteindelijk moest sluiten. Tot 1909 opereerde het bedrijf met wisselend succes.
In 1885 was de Bond van Beetwortelsuikerfabrikanten opgericht, deze bond gaf richtlijnen voor de suikerprijs en regelde de productie van suiker en de productiehoeveelheid. De mogelijkheid bestond om fabrieken gedurende bepaalde jaren geen productie te laten uitvoeren. Dit gebeurde in Dordrecht tijdens de campagne jaren 1902 – 1903 en 1904-1905.
In 1909 ging de inmiddels gesloten Dordtse fabriek over in de N.V. Algemene Suikermaatschappij (Asmij) die ook de suikerfabrieken in Oud-Beijerland, Roosendaal, Breda, Bergen op Zoom, Gastel, Oudenbosch, Stampersgat, Utrecht en andere particuliere fabrieken omvatte. In 1912 werden de machines van de stilgelegde Dordtse fabriek overgebracht naar een fabriek in Cantley (Engeland).
Na nog verschillende overnames is in het begin van de 21e eeuw in Nederland nog slechts één suikermaatschappij actief, de Suiker Unie met fabrieken in Dinteloord, Vierverlaten en Anklam in Duitsland).

## Verder lezen
- K. Sigmond, S. de Meer (red); Een Zoete Belofte (Suikernijverheid in Dordrecht 17e-19e eeuw); Historische Vereniging Oud-Dordrecht; 2013.